# Дженніфер Лоренс
Дже́ніфер Шре́йдер Ло́ренс (англ. Jennifer Shrader Lawrence, [ˈʤɛnəfər ˈʃreɪdər ˈlɔrəns]; нар. 15 серпня 1990, Луїсвілл, США) — американська акторка, режисерка, феміністка та меценатка. Відома ролями в популярних фільмах: У 2015 і 2016 роках була найвисокооплачуванішою акторкою світу, входила до списку 100 найвпливовіших людей світу за версією «Time» у 2013 році та до списку 100 знаменитостей «Forbes» у 2013—2016 роках.
Почала кар'єру в підлітковому віці з епізодичних ролей на телебаченні. Її першою великою роллю була головна роль в ситкомі «Шоу Білла Енгволла». Вона дебютувала в кіно другорядною роллю в драмі «Вечірка в саду», а прориву досягла роллю бідної підлітки в фільмі «Зимова кістка». Здобула популярність завдяки ролі мутантки Містік у серії фільмів «Люди Ікс» та Катніс Евердін у серії фільмів «Голодні ігри». Робота в «Голодних іграх» зробила її найкасовішою акторкою бойовиків.
Співпрацювала з режисером Девідом О. Расселом над трьома фільмами, які принесли їй різні нагороди. За роль в «Збірці промінців надії» вона отримала премію «Оскар» за найкращу жіночу роль, ставши другою наймолодшою переможницею в категорії (у віці 22 років). Лоренс отримала премію BAFTA за найкращу жіночу роль другого плану в стрічці «Американська афера». Вона також отримала «Золотий глобус» за обидва фільми та за роль у фільмі «Джой». Серія неоднозначно рецензованих фільмів і ретельний аналіз медіа її вибору ролей призвели до невеликої перерви в акторській діяльності. Лоренс повернулася у стрімінговому фільмі «Не дивіться вгору», після чого спродюсувала та виконала головні ролі у драмі «Міст», комедії «Без образ» і чорній трагікомедії «Здохни, коханий».

## Біографія
Народилася в Луїсвіллі, Кентуккі, США. У дитинстві грала в церковному театрі, а у 14 років твердо вирішила стати акторкою і попросила батьків відвезти її в Нью-Йорк на весняні канікули: коли Джен із мамою дивились на вуличних танцюристів, дівчину помітив фотограф і попросив дозволу зробити її знімок. Після цього 14-річній Дженніфер почали надходити пропозиції взяти участь у фотосесіях, а згодом і прослуховуваннях у фільмах. Попри відсутність освіти й досвіду роботи, вона отримала високу оцінку агентств, в яких прослухувалася. Дженніфер залишила школу на два роки раніше, щоб почати акторську кар'єру.
У кіно дебютувала в телевізійному фільмі «Міська компанія» (англ. Company Town, 2006). Далі виконала невеликі ролі в таких телепроєктах, як «Монк» (2006), «Мертва справа» (2007) і «Медіум» (2007—2008).
Першою роллю у великому кіно була картина «Вечірка в саду» (англ. Garden Party, 2008). У тому ж році Лоренс виконала провідну роль у картині «Дім Покеру» (англ. The Poker House) і знялася у фільмі «Палаюча рівнина» (англ. The Burning Plain). Роль в останньому принесла їй премію Марчелло Мастроянні на Венеційському кінофестивалі.
У 2010 році Лоренс зіграла в картині «Зимова кістка» — ця роль стала проривом у кар'єрі молодої акторки, адже саме вона принесла їй перші номінації на премії «Оскар» і «Золотий глобус».
Ще одним великим досягненням у кар'єрі Лоренс став фільм «Голодні ігри», в якому вона, випередивши десятки претенденток, отримала провідну роль Катніс Евердін і здобула світову славу.
У 2013 році вона здобула премію «Оскар» у номінації «Найкраща жіноча роль» на 85-й церемонії вручення за роль Тіффані у фільмі «Збірка промінців надії» (2012). Тоді ж з'явилася в невеликій ролі юної Зої в малобюджетному трилері «Диявол, якого ти знаєш» (англ. The Devil You Know). У тому ж році журнал «Форбс» назвав її другою, після Анджеліни Джолі, найвисокооплачуванішою акторкою Голлівуду.

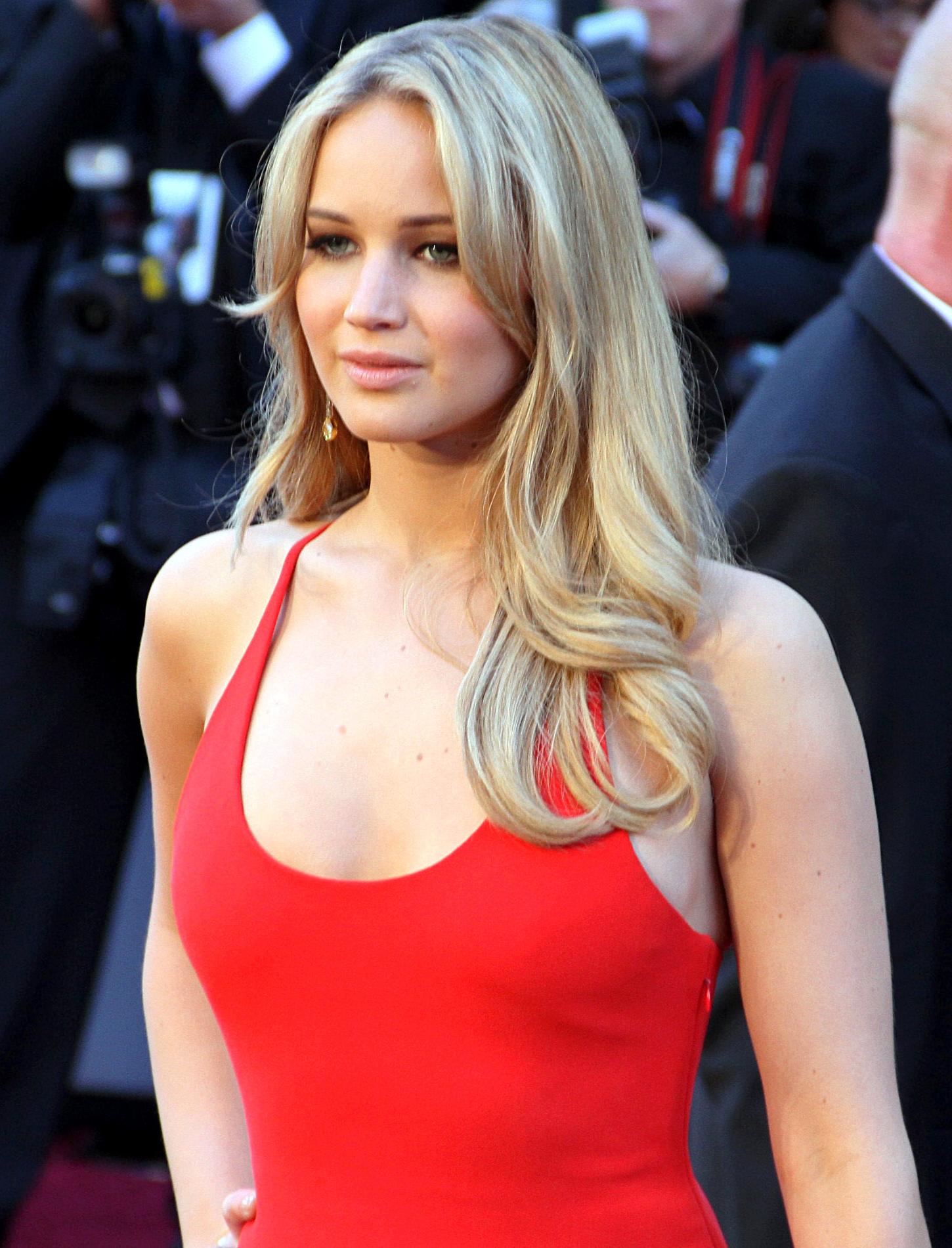
Дженніфер Лоуренс на 83-й церемонії вручення премії «Оскар»

Тоді ж у Лондоні відбулася прем'єра фільму «Голодні ігри: У вогні», де Лоренс знову втілила Катніс Евердін. У грудні вийшла кримінальна трагікомедія «Американська афера», де Лоренс втілила Розалін, дружину головного героя. На зніманні акторка вдруге співпрацювала з режисером Девідом Расселом і актором Бредлі Купером. За фільм «Американська афера» Лоренс здобула премію БАФТА і другий рік поспіль — «Золотий глобус», а також була номінована на «Оскар», цього разу як найкраща акторка другого плану. Також Лоренс була номінована на премію Гільдії кіноакторів США в категорії «Найкраща жіноча роль другого плану», однак на обох церемоніях поступилася своїй найближчій суперниці Люпіті Ніонго.
У 2014 році вийшов фантастичний фільм «Люди Ікс: Дні минулого майбутнього», у 2016-му — «Люди Ікс: Апокаліпсис», а у 2019 році — «Люди Ікс: Темний Фенікс», у яких Дженніфер Лоренс знову зіграла мутантку Містик. Також серед відомих робіт акторки — драма «Серена» (2013), де Лоренс укотре грає головні ролі з Бредлі Купером, та наступні частини франшизи «Голодні ігри» — «Переспівниця», частина І (2014) та частина II (2015).
5 лютого 2021 року на зніманні фільму «Не дивися вгору» акторка отримала травму ока. Лоренс знімалася в сцені з актором Тімоті Шаламе і перебувала всередині ресторану, коли мав відбутися контрольований вибух вікна. Вибух пройшов не так, як планувалося. В результаті в око Лоренс прилетів осколок скла та розрізав їй повіку, у неї виникла кровотеча. Виробництво кінострічки довелося призупинити.
Після народження сина акторка активно повертається до кіно. У вересні 2022 відбулася прем'єра фільму «Міст», знімання якого проходили ще 2019 року, де вона втілила ветеранку, яка повернулася з Афганістану з травмою. У червні 2023 на екрани вийшла романтична комедія «Без образ» режисера українсько-єврейського походження Гени Ступницького.
У 2025 році, під час другої вагітності, зіграла головну роль у чорній трагікомедії «Здохни, коханий», яку низка критиків назвала найкращою в житті акторки.

### Контракт із Домом Dior

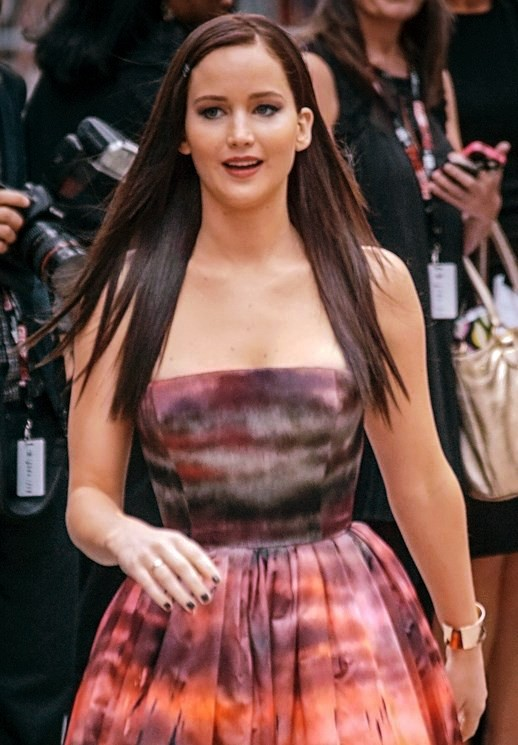
У вересні 2012 року

У лютому 2013 року стало відомо, що Лоренс стала обличчям рекламної компанії нової колекції сумок «Miss Dior». Цю інформацію підтвердили на офіційному сайті Dior. Зйомкою керував креативний директор Дому Раф Сімонс, фотографом став Віллі Вандерперре, а стилістом — Олів'є Різзо. Сімонс сказав, що він насамперед ознайомився з ролями Лоренс у кіно. Акторка прокоментувала враження від співпраці так: «Я просто в захваті від ідеї працювати з Dior і носити творіння Сімонса!». До Дженніфер Лоренс лінію сумок представляла акторка Міла Куніс.

## Публічний образ
У 2012 році вебсайт рецензій «IndieWire» розкритикував образ Лоренс поза кадром як «приземлений, самопринизливий, незачеплений». Адам Маккей, режисер «Не дивіться вгору», вважав її «сильною, смішною, правдивою». «Ніхто не має більш прекрасного гніву, ніж Джен», — сказав Маккей. Автор IGN описав її як «гостру», «смішну» та «химерну» акторку, яка любила «залишатися на землі», незважаючи на свій значний успіх. Лоренс сказала, що вважає акторство «дурною» професією порівняно з професіями, які рятують життя, як-от лікарі, і тому не вірить у «зухвалість» щодо своїх досягнень.
Лоренс стала однією з найбільш високооплачуваних акторок світу. У 2014 році «Daily Telegraph» повідомляв, що вона заробляла 10 мільйонів доларів за фільм. У 2013 році журнал «Time» назвав її однією зі 100 найвпливовіших людей у світі, «Elle» назвав її найвпливовішою жінкою в індустрії розваг, а «Forbes» поставив її на друге місце в рейтингу найвпливовіших акторок, на першому місці була Анджеліна Джолі. У 2014 році «Forbes» назвав Лоренс другою найбільш високооплачуваною акторкою в світі з прибутком 34 мільйони доларів і назвав її найвпливовішою акторкою, присвоївши 12 місце в списку Celebrity 100 журналу.

## Особисте життя
З 2011 до 2014 року Лоренс зустрічалася з актором Ніколасом Голтом, партнером у фільмі «Люди Ікс: Перший клас».
У 2014 році Дженніфер Лоренс стала однією з постраждалих від масового зламу облікових записів знаменитостей на iCloud та публікації їхніх відвертих фотографій у мережі. Вона підкреслила, що фото ніколи не були призначені для оприлюднення, назвавши витік «сексуальним злочином» і «сексуальним насильством», і додала, що глядачам зображень має бути соромно за «увічнення сексуального злочину». Лоренс також сказала, що її фотографії були призначені для Голта під час їхніх стосунків, і що, на відміну від інших жертв інциденту, вона не планувала подавати до суду на Apple Inc.
У 2016—2017 роках зустрічалася із режисером Дарреном Аронофскі. Улітку 2018 року Лоренс почала зустрічатися з директором картинної галереї Куком Мароні (Cooke Maroney); в лютому 2019 року пара оголосила про заручини — на показі осінньо-зимової колекції 2019/2020 від Dior Дженніфер Лоренс уперше з'явилася на публіці з каблучкою за 200 тис. доларів. У лютому 2019 року пара побралася, а у жовтні вони зіграли весілля. У лютому Лоренс 2022 народила сина, якого назвала Саєм на честь американського художника та абстракціоніста Сая Твомблі. Другу дитину народила в березні 2025 року.
Акторка має багато друзів серед зірок, зокрема, називає близькою подругою Емму Стоун, з якою вони ходили на одні прослуховування. Також акторку часто бачили в компанії співачки Адель та акторки Ніколь Річчі.
Лоренс є феміністкою і виступає за репродуктивні права жінок. У 2015 році вона заснувала Фонд Дженніфер Лоренс, який виступає за Клуби хлопчиків і дівчаток Америки та Спеціальну Олімпіаду. У 2018 році Лоренс створила продюсерську компанію «Excellent Cadaver». Вона є активною членкинею позапартійної некомерційної антикорупційної організації «RepresentUs».
В інтерв'ю Vogue найдивнішим, що вона читала про себе в Інтернеті, Лоренс назвала чутки, ніби вона спала з Гарві Вайнштейном. Після MeToo ходило багато чуток, що саме за допомогою Вайнштейна вона отримала Оскар за фільм «Збірка промінців надії». В цьому ж інтерв'ю Лоренс висловила сильну позицію про неможливість бути аполітичною в такі часи, а також розповіла, що шкодує за свої раніші республіканські погляди.

## Фільмографія

### Кінофільми
| Рік  |     | Українська назва                   | Оригінальна назва                     | Роль                     |
| ---- | --- | ---------------------------------- | ------------------------------------- | ------------------------ |
| 2008 | ф   | Вечірка в саду                     | Garden Party                          | Тіфф                     |
| 2008 | ф   | Дім Покеру                         | The Poker House                       | Аґнес                    |
| 2008 | ф   | Палаюча рівнина                    | The Burning Plaine                    | Маріана                  |
| 2010 | ф   | Зимова кістка                      | Winter's Bone                         | Рі Доллі                 |
| 2011 | ф   | Як божевільний                     | Like Crazy                            | Сем                      |
| 2011 | ф   | Бобер                              | The Beaver                            | Нора                     |
| 2011 | ф   | Люди Ікс: Перший клас              | X-Men: First Class                    | Рейвен Даркголм / Містік |
| 2012 | ф   | Голодні ігри                       | The Hunger Games                      | Катніс Евердін           |
| 2012 | ф   | Збірка промінців надії             | Silver Linings Playbook               | Тіффані Максвелл         |
| 2012 | ф   | Будинок в кінці вулиці             | House at the End of the Street        | Елісса                   |
| 2013 | ф   | Диявол, якого ти знаєш             | The Devil You Know                    | юна Зоя                  |
| 2013 | ф   | Голодні ігри: У вогні              | The Hunger Games: Catching Fire       | Катніс Евердін           |
| 2013 | ф   | Американська афера                 | American Hustle                       | Розалін Розенфельд       |
| 2014 | ф   | Люди Ікс: Дні минулого майбутнього | X-Men: Days of Future Past            | Рейвен Даркголм / Містік |
| 2014 | ф   | Серена                             | Serena                                | Серена Пембертон         |
| 2014 | ф   | Голодні ігри: Переспівниця І       | The Hunger Games: Mockingjay — Part 1 | Катніс Евердін           |
| 2015 | ф   | Голодні ігри: Переспівниця ІІ      | The Hunger Games: Mockingjay — Part 2 | Катніс Евердін           |
| 2015 | ф   | Джой                               | Joy                                   | Джой Мангано             |
| 2016 | док |                                    | A Beautiful Planet                    | оповідачка               |
| 2016 | ф   | Люди Ікс: Апокаліпсис              | X-Men: Apocalypse                     | Рейвен Даркголм / Містік |
| 2016 | ф   | Пробудження                        | Passengers                            | Аврора Лейн              |
| 2017 | ф   | Мати!                              | Mother!                               | Ґрейс                    |
| 2018 | ф   | Червоний горобець                  | Red Sparrow                           | Домініка Єгорова         |
| 2019 | ф   | Люди Ікс: Темний Фенікс            | Dark Phoenix                          | Рейвен Даркголм / Містік |
| 2021 | ф   | Не дивися вгору                    | Don't Look Up                         | Кейт Дібіаскі            |
| 2022 | ф   | Міст                               | Causeaway                             | Лінсі                    |
| 2023 | ф   | Без образ                          | No Hard Feelings                      | Медді                    |
| 2025 | ф   | Здохни, коханий                    | Die, My Love                          | Грейс                    |

### Телебачення
| Рік       |    | Українська назва                  | Оригінальна назва            | Роль                                                |
| --------- | -- | --------------------------------- | ---------------------------- | --------------------------------------------------- |
| 2006      | с  | Міська компанія                   | Company Town                 | Кейтлін (невипущенний пілотний епізод)              |
| 2006      | с  | Монк                              | Monk                         | Маскот (Епізод: "Mr. Monk and the Big Game")        |
| 2007      | с  | Мертва справа                     | Cold Case                    | Еббі Бредфорд (Епізод: "A Dollar, a Dream")         |
| 2007      | тф | Недитячий випускний               | Not Another High School Show | несамовита дівчина (в титрах не зазначена)          |
| 2007      | с  | Медіум                            | Medium                       | Клер Чейз (Епізод: "Mother's Little Helper")        |
| 2007—2009 | с  | Біллі Інгвал                      | The Bill Engvall Show        | Лорен Пірсон (31 епізод)                            |
| 2008      | с  | Медіум                            | Medium                       | юна Елісон (Епізод: "But for the Grace of God")     |
| 2013      | с  | Суботнього вечора в прямому ефірі | Saturday Night Live          | гість (Епізод: "Jennifer Lawrence / The Lumineers") |
| 2017      | с  | Джиммі Кіммел наживо!             | Jimmy Kimmel Live            | гість (Епізод: "November 2, 2017")                  |